# Cabrera

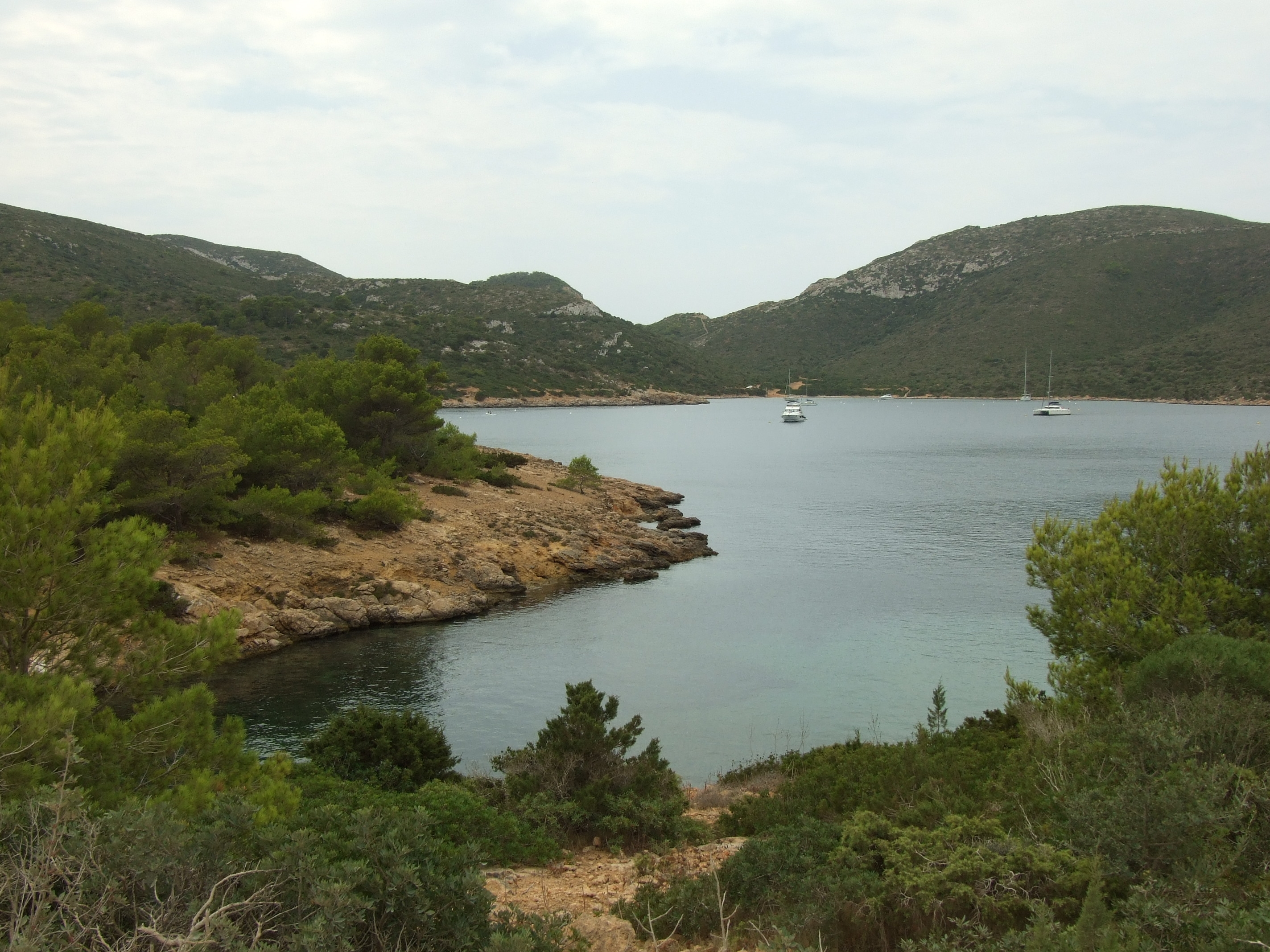
Cabrera szigete

Cabrera sziget a Földközi-tenger nyugati medencéjében. A Baleár-szigetek ötödik legnagyobb tagja, Mallorca déli partjainál fekszik, s a Baleár-szigetekkel együtt Spanyolország része.
A sziget területe 13 négyzetkilométer, legmagasabb pontja 172 méter.

## Cabrera története
Bár a szigetet már i. e. 300 körül is kereskedelmi állomásként használták a föníciaiak, állandó lakossága huzamosabb ideig gyakorlatilag soha nem volt.
Cabrera és környező vizei 1991. április 29. óta nemzeti park (Parque Nacional Marítimo Terrestre del Archipiélago de Cabrera). A szigetet meglátogatni, illetve partjainál horgonyozni csak külön engedéllyel lehet. Ennek következtében lakosainak száma a 100 főt sem éri el.

## Képek

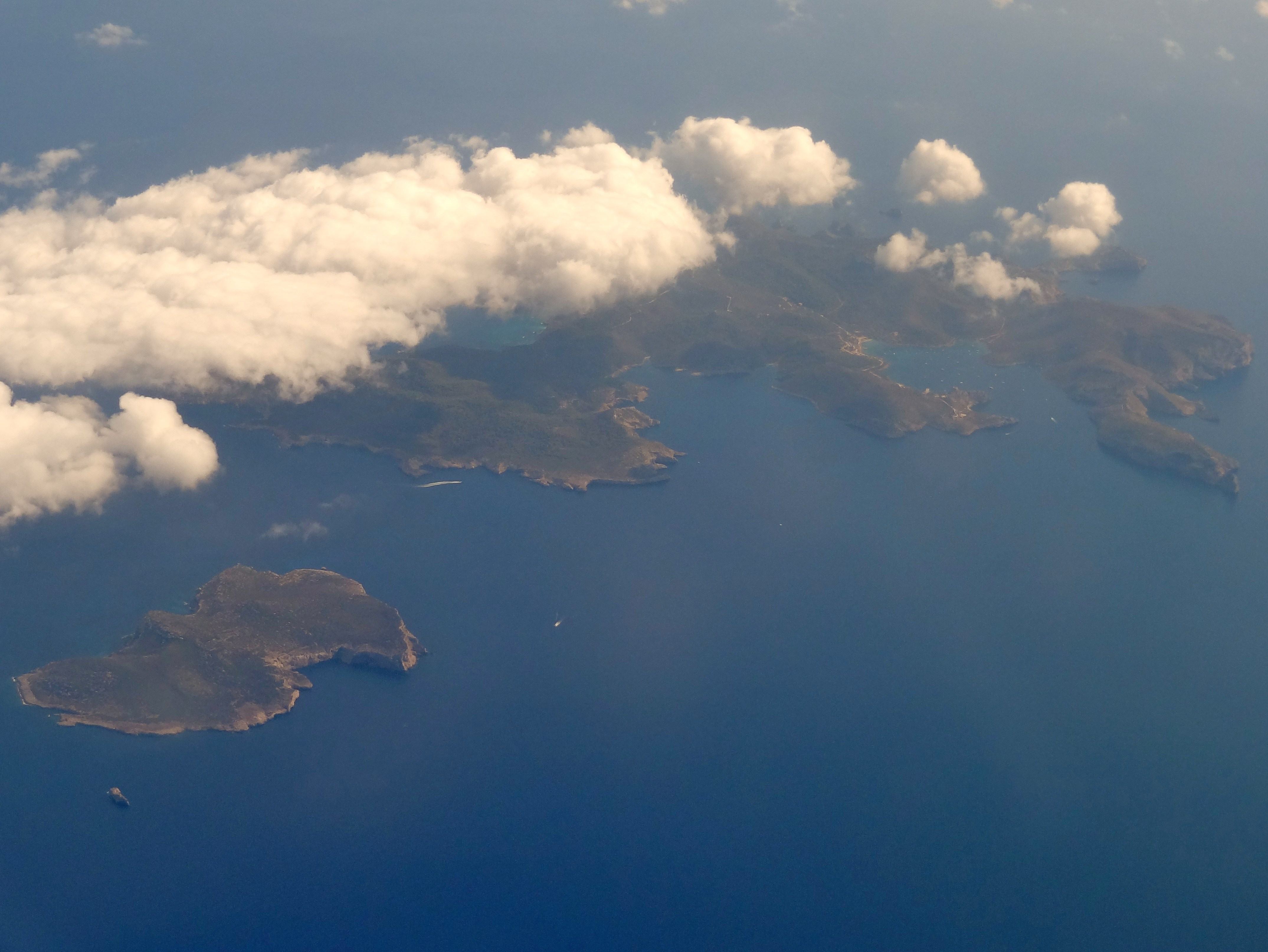
Légi felvételen
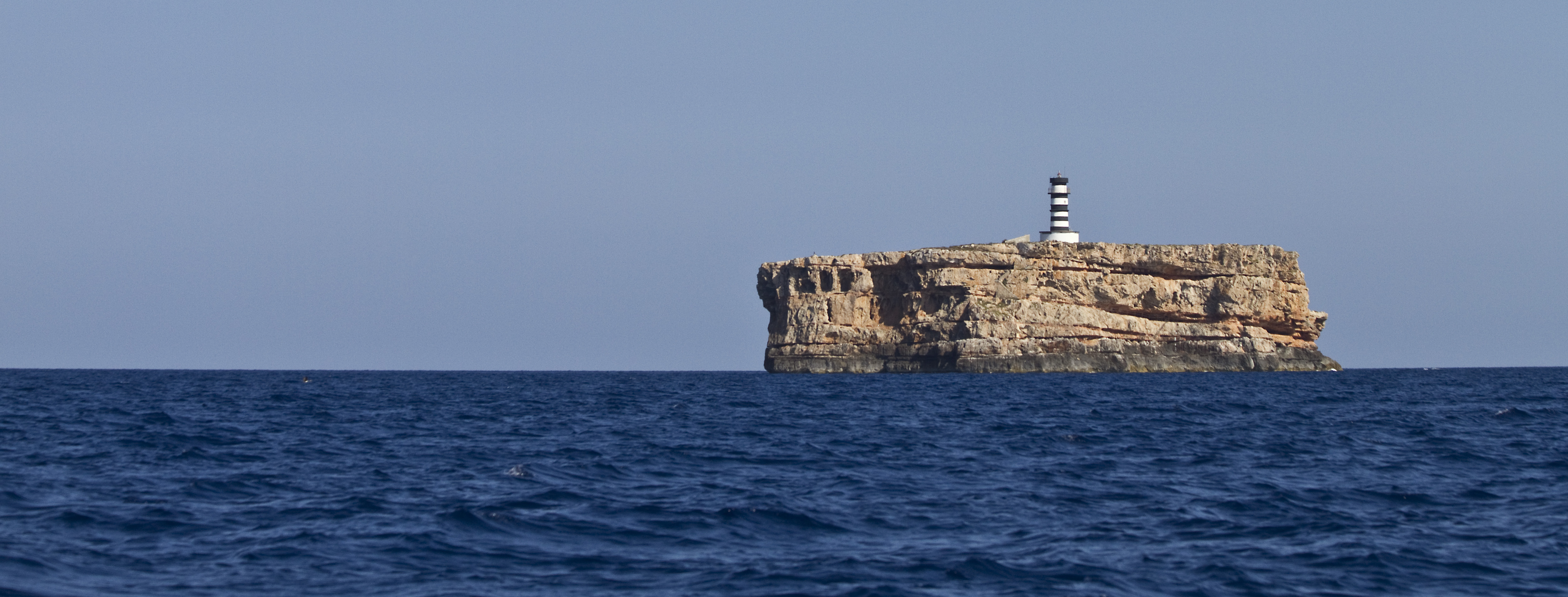
Világítótorony a Na Fordada szigeten
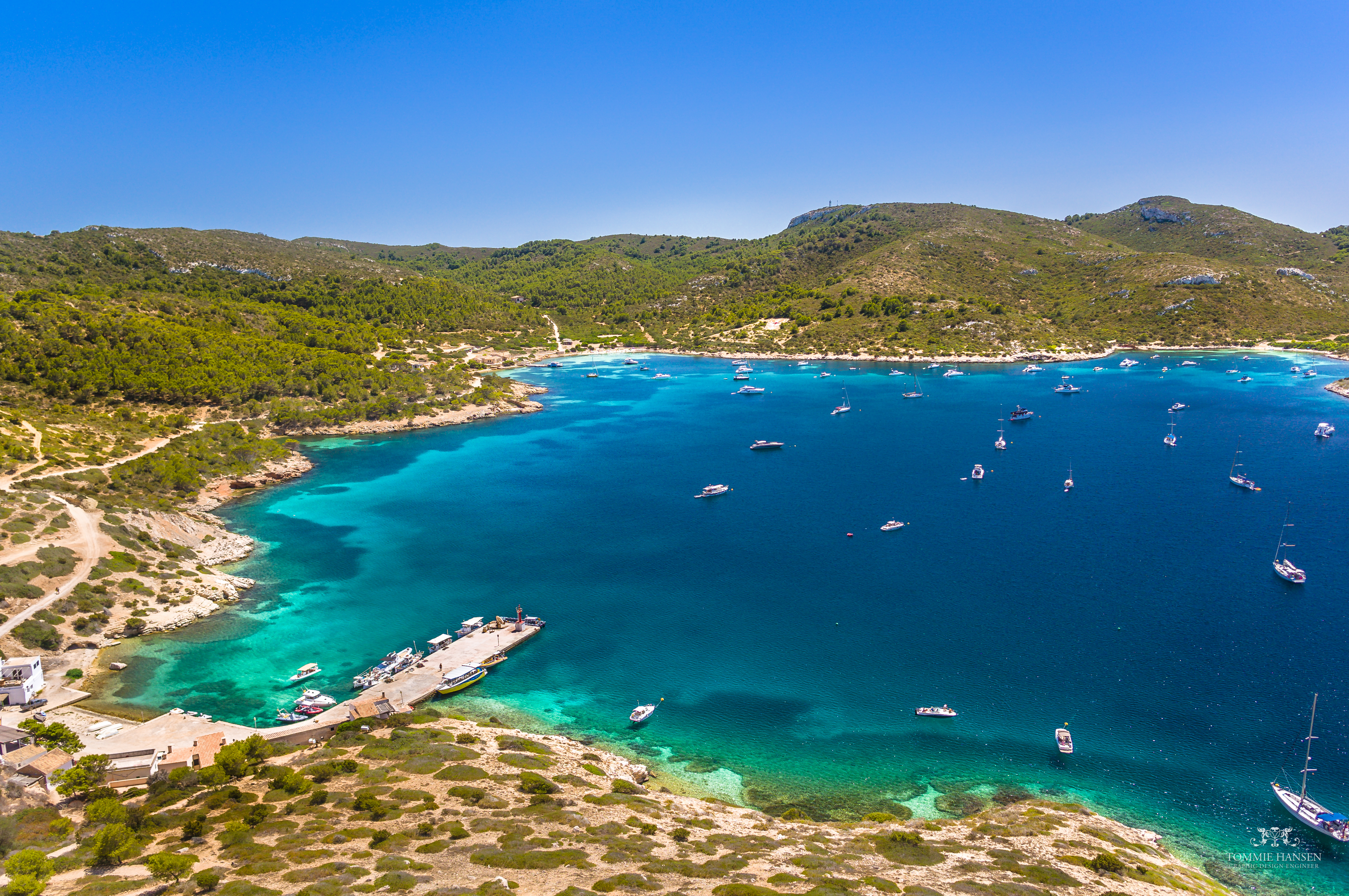
Partvidék
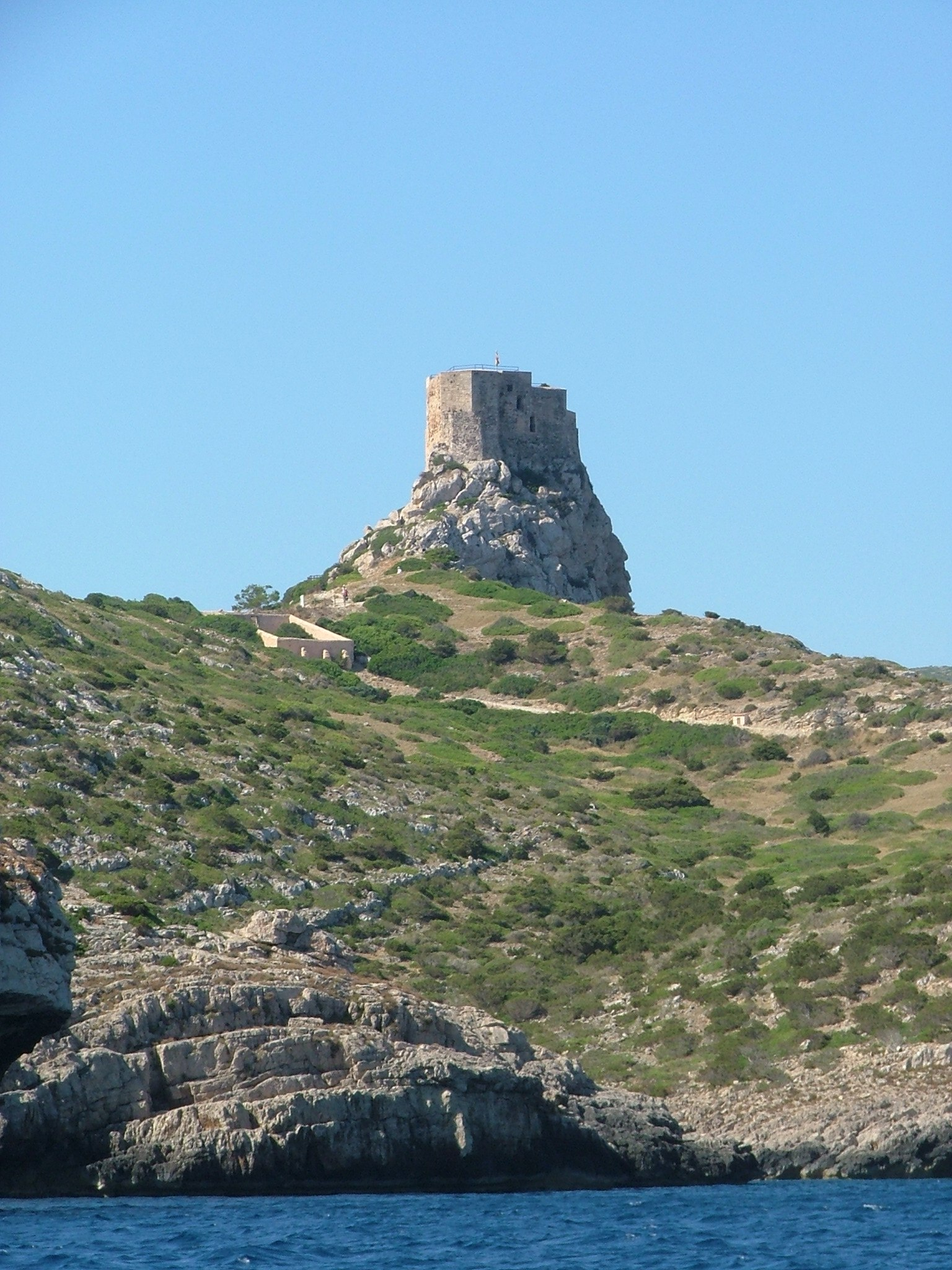
A cabrerai vár

## Külső hivatkozások
1. ↑  La isla española desconocida sin habitantes, con un castillo y playas de aguas cristalinas